# Giovanni Francesco Brignole Sale (Doge, 1695)
Giovanni Francesco Brignole Sale, Markgraf von Groppoli (* 6. Juli 1695 in Genua; † 14. Februar 1760 ebendort), war der 158. Doge der Republik Genua und der letzte König von Korsika (7. Juni 1746).

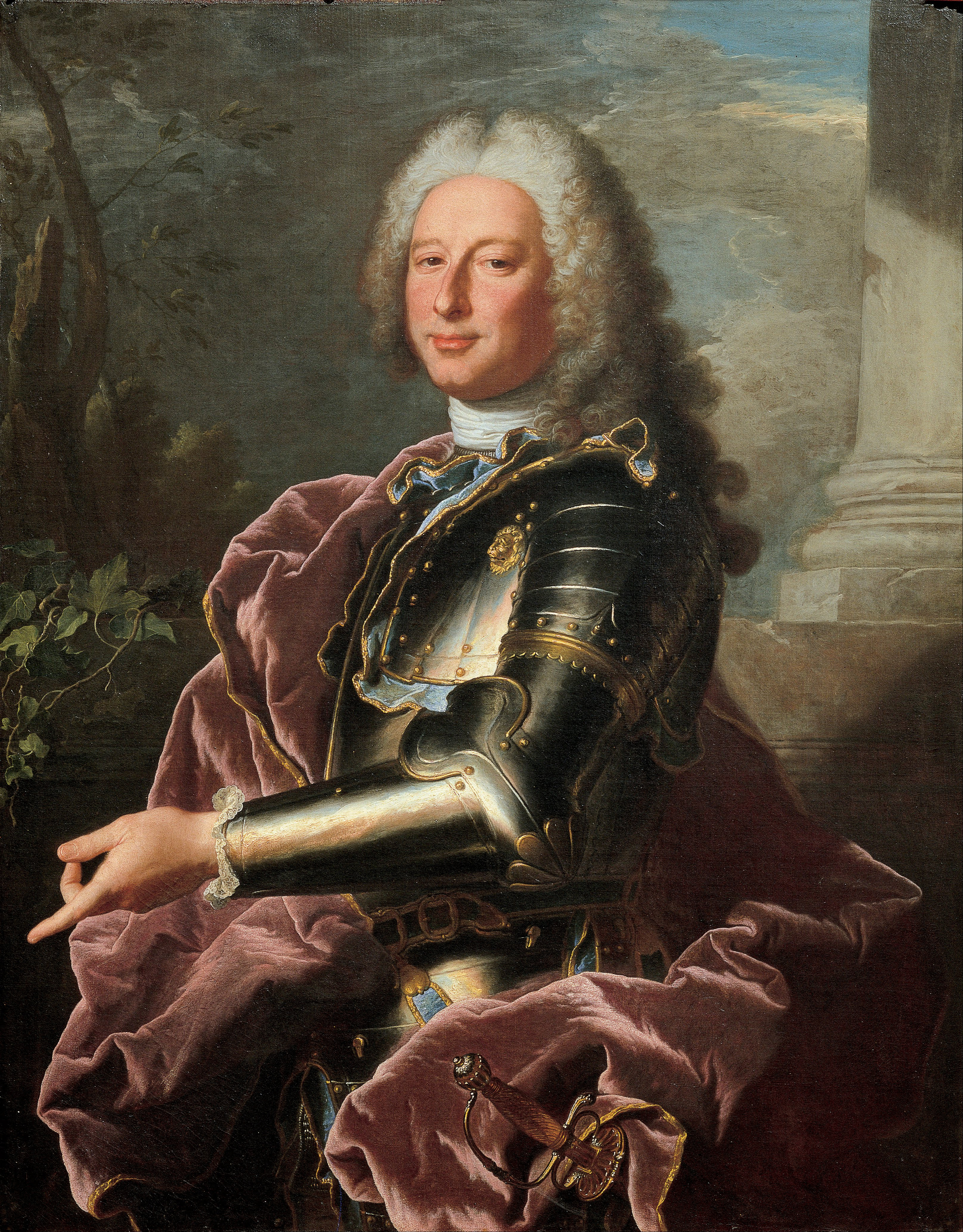
Giovanni Francesco Brignole Sale, von Hyacinthe Rigaud um 1739

Als bedeutende politische Persönlichkeit der Aufklärung, Botschafter, General, Finanzier und Kunstmäzen fand unter seinem Dogenamt der berühmte „Ballila-Aufstand“ (Dezember 1746) statt.

## Leben

Adelswappen der Familie Brignole

### Familie
Giovanni Francesco war der älteste Sohn von Anton Giulio II. Brignole Sale, fünfter Markgraf von Groppoli und Botschafter Genuas am Hof von Versailles, und Isabella Brignole, seine Cousine. Er gehörte also zur illustren Familie Brignole, die Genua bereits einen Dogen gestellt hatte, nämlich seinen Namensvetter Giovanni Francesco Brignole Sale im Jahr 1635. Er hatte drei Brüder:
- Gian Giacomo, starb im Alter von 40 Jahren
- Giuseppe, siebter Markgraf von Groppoli, nach seinem Bruder und Schwiegervater der Prinzen von Monaco und Condé
- Rodolfo Emilio, ebenfalls Doge (von 1762 bis 1764), der dritte in der Familie und achte Markgraf von Groppoli

Gian Francesco heiratete 1731 Battina Raggi, die wie Brignole einer Familie aus Rapallo angehörte. Das Paar hatte zwei Kinder, die jedoch beide in jungen Jahren starben.

### Jugend
Giovanni Francesco verlor seinen Vater im Jahr 1710, als er erst fünfzehn Jahre alt war, und erbte das beträchtliche Vermögen, das seine Vorfahren angesammelt hatten. Er schloss seine Ausbildung am Convitto Tolomei di Siena ab.
Im Jahr 1728 wurde er zum General der genuesischen Galeeren ernannt, einem der prestigeträchtigsten Posten in der Republik Genua, der nur den höchsten Oligarchen vorbehalten war. Im selben Jahr, in dem er auch zum Direktor der öffentlichen Denkmäler ernannt wurde, ließ er das große historische Aquädukt restaurieren, das mehr als zwanzig Kilometer lang war und die Häuser Genuas mit Wasser versorgte. Im gleichen Zeitraum wurde er nacheinander Zensor der Provinzen, Beschützer der Schatzkammer von San Giorgio und schließlich 1736 mit dem Bau eines neuen Freihafens betraut, eine undankbare und komplexe Aufgabe, die schon seinen Vorfahren Giovanni Francesco ein Jahrhundert zuvor in Schwierigkeiten gebracht hatte.

### Botschafter

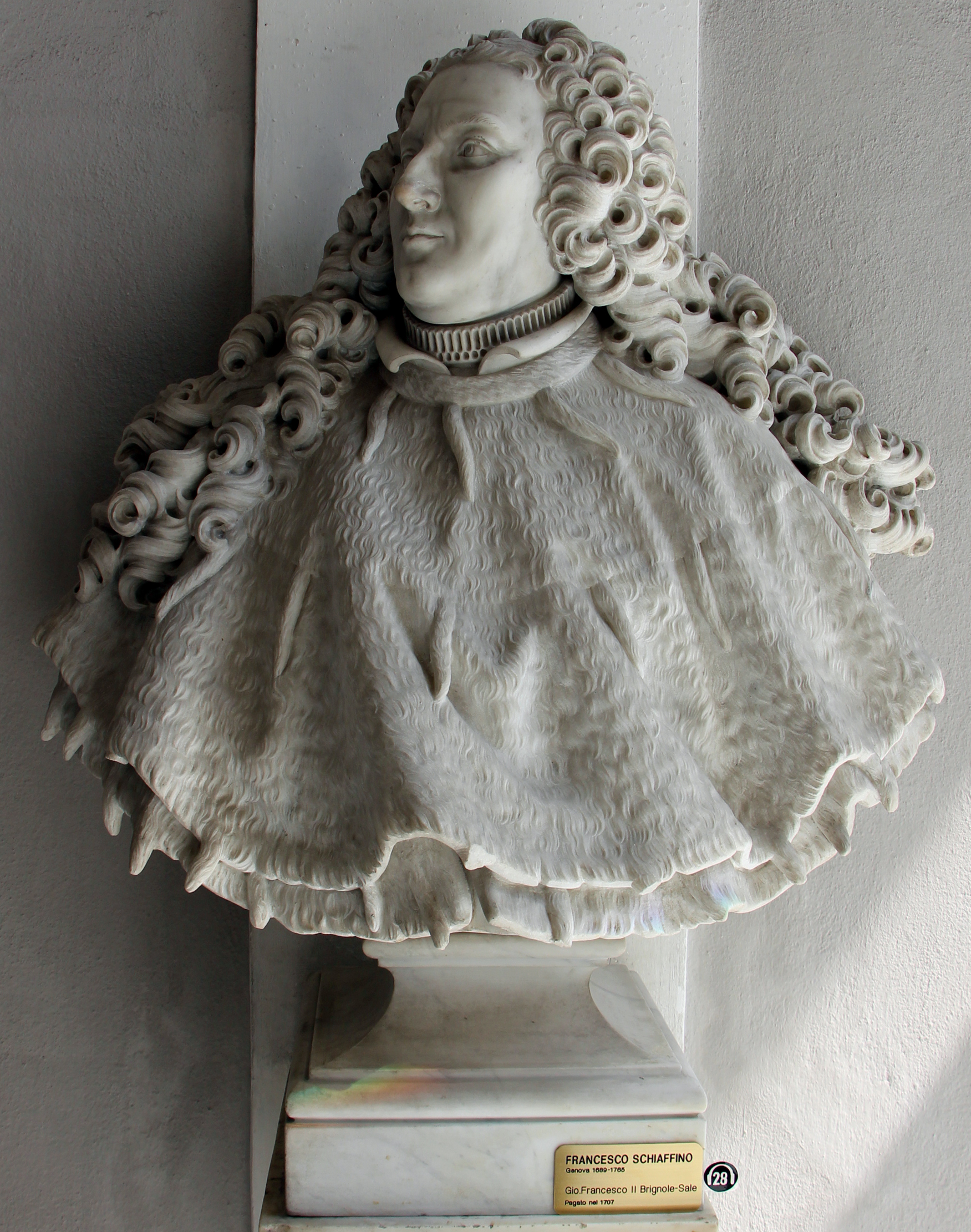
Francesco Maria Schiaffino, Büste von Giovanni Francesco Brignole Sale

Im Jahr 1729 standen die anhaltenden Aufstände auf Korsika und die darauf folgenden Kriege im Mittelpunkt seiner diplomatischen Tätigkeit. 1730 wurde Giovanni Francesco zum Mitglied des „Außerordentlichen Rates zur Niederschlagung des korsischen Aufstandes“ gewählt. Anschließend beendete er erfolgreich eine Mission zur Befriedung der unruhigen Bevölkerung in der Markgrafschaft Finale.
Im Mai 1736 erfüllte er eine Mission am Londoner Hof und wurde nach seiner Rückkehr, wie schon sein Vater, zum Botschafter der Durchlauchtigen Republik Genua in Paris ernannt, wo er von September 1737 bis zum Frühjahr 1739 blieb. Sein ebenso heikles wie entscheidendes Amt bestimmte die jüngste Geschichte Korsikas: Er handelte einen Bündniswechsel aus, bei dem die Hilfe des französischen Königs durch die des österreichischen Kaisers ersetzt wurde. Frankreich verpflichtete sich zur Befriedung der Insel zu intervenieren, was 1769 mit der Abtretung Korsikas an das Königreich Frankreich endete (Vertrag von Versailles 1768).
Nach seinem wichtigen Posten in Versailles war er Staatsinquisitor und schließlich 1740 Botschafter am Wiener Hof.

### Österreichischer Erbfolgekrieg
Nach seiner Rückkehr aus Wien wurde er zum Senator der Republik und zum Generalkommissar der genuesischen Armee gewählt. Als Oberbefehlshaber dieser kleinen Armee, die ihrem Namen nicht mehr gerecht wurde, machte er es sich zur Aufgabe, sie im Hinblick auf einen bevorstehenden Konflikt mit dem Königreich Sardinien zu reorganisieren.
Im September 1743 beteiligte Kaiserin Maria Theresia von Österreich mit Unterstützung Englands Karl Emanuel III. von Savoyen an dem im Wormser Vertrag vereinbarten Bündnis für eine Intervention des Königreichs Sardinien im Österreichischen Erbfolgekrieg und bot als Gegenleistung die Markgrafschaft Finale an, die damals zum Besitz des genuesischen Staates gehörte. Angesichts dieser internationalen Verschwörung wurde mit der traditionellen Neutralitätspolitik gebrochen und in einem etwas waghalsigen Akt wurde der Vertrag von Aranjuez unterzeichnet, der Frankreich, Spanien, das Königreich Neapel und Genua verband. Auch wenn das genuesische Heer kein großes Gewicht hatte, war der Besitz eines wichtigen Hafens in Norditalien ein unbestreitbarer Vorteil für die Bourbonen, die so die Piemonteser und Österreicher aus nächster Nähe bedrohen konnten.
Daher schlossen sich 1745 die genuesischen Truppen (weniger als die in den Vereinbarungen vorgesehenen 10.000 Mann) unter dem Kommando von Giovanni Francesco Brignole Sale dem französisch-spanischen Heer an. Ungeachtet dessen schmückte sich ihr General mit dem Rang eines Generalleutnants und unterstand direkt dem Infanten Don Philipp von Spanien, der ihn zum zweiten Befehlshaber der gesamten Armee machte. Ab dem ersten Feldzug überwachte Brignole Sale jede Schlacht und war unaufhaltsam aktiv: Er nahm die bereits von den Österreichern besetzten Festungen von Serravalle Scrivia, Tortona, Valenza, Alessandria, Casale Monferrato, Parma und Piacenza ein.
Nach seiner Rückkehr in die Heimat wurde er aufgrund dieser Erfolge am 4. März 1746 zum Dogen von Genua und zum König von Korsika gewählt, als der Feldzug noch lange nicht beendet war und die Ankunft neuer österreichischer Truppen die Verbündeten in Norditalien in Bedrängnis bringen sollte.

### Doge von Genua

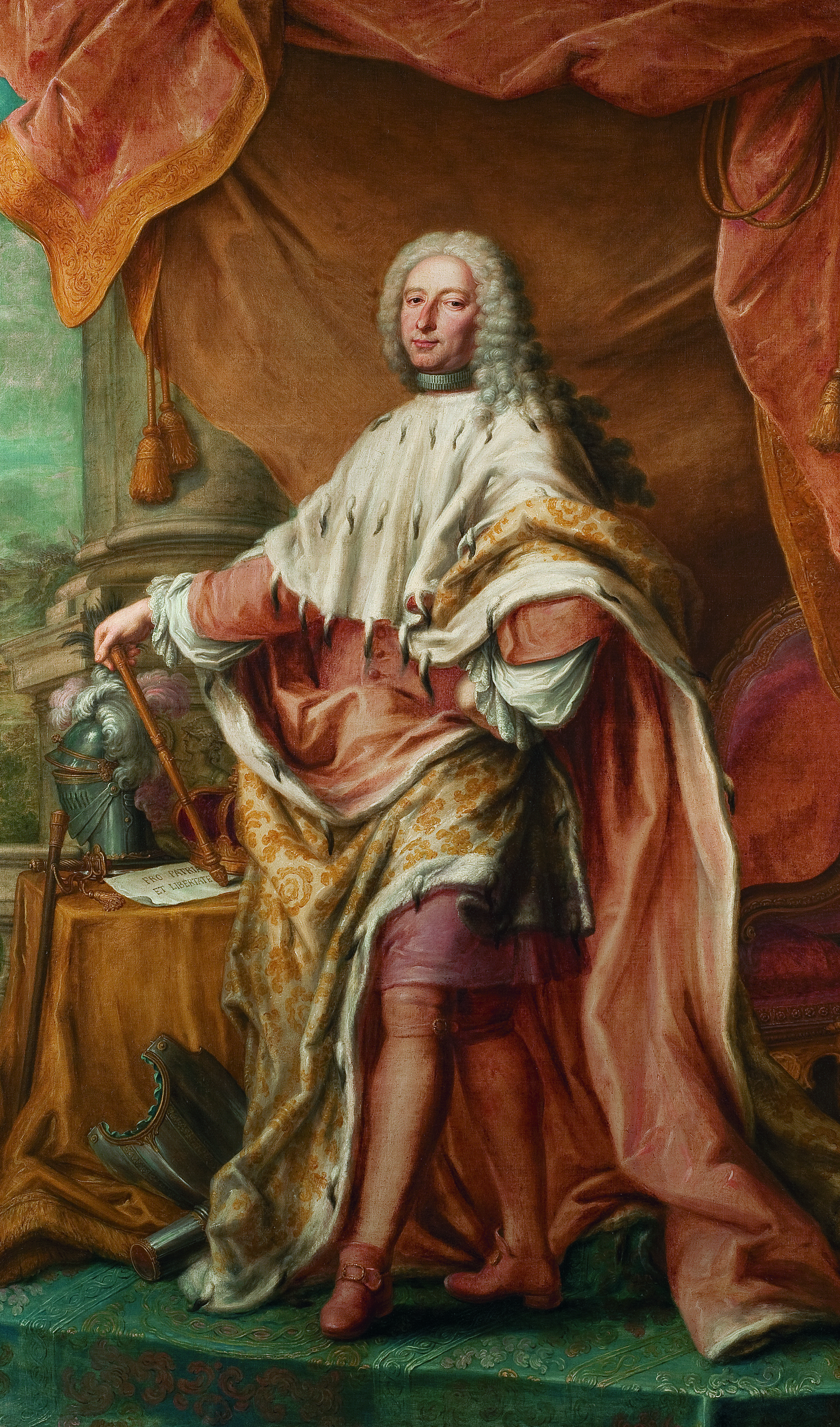
Giovanni Francesco Brignole Sale, Gemälde von Giacomo Antonio Boni

Der Tod von Philipp V. von Spanien (1746) führte zu einem plötzlichen und abrupten Rückzug der Spanier vom Kriegsschauplatz. Die allein gelassenen Verbündeten wurden am 15. Juni bei Piacenza besiegt und die Österreicher unter General Antoniotto Botta Adorno (ein Nachkomme der Adorno-Familie, die Genua sieben Dogen stellte) tauchten im September vor dem wehrlosen Genua auf. Der gesamte Staat befand sich in den Händen der österreichisch-sardischen Soldaten, und die französisch-spanischen Truppen waren bereits eilig wieder eingeschifft worden. Die Dogenregierung war gezwungen, zu kapitulieren und die Stadt dem Feind zu überlassen. Als der Doge Brignole Sale feierlich vor dem General kniete und um Gnade für die Stadt bat, antwortete Botta Adorno mit dem berühmten Satz: „Den Genuesen werde ich nichts als weinende Augen hinterlassen“.
Um den Krieg zu entgehen, hatten sich vor dem Einmarsch der Österreicher fast alle Adligen in ihre Villen in den Provinzen geflüchtet und das Volk, das keinen Krieg wollte, im Stich gelassen. Dies wurde von der Bevölkerung als weiterer Verrat, nach der eigenmächtigen Entscheidung in den Krieg einzutreten, empfunden. Der Doge blieb, durch seine Rolle gezwungen, in der Stadt. Doch in weniger als drei Monaten vertrieb der Volksaufstand, der von der berühmten Ballila mit dem Ruf „Viva Maria“ angezettelt wurde, die Österreicher, und Giovanni Francesco Brignole Sale konnte die Begeisterung des Volkes nutzen, um eine Armee von 22.000 Mann aufzustellen, die zusammen mit den französischen Truppen des Herzogs von Richelieu die Österreicher aus dem genuesischen Gebiet vertrieb.
Der Aufstand hatte die zutiefst antipatriotischen und plebejischen Kräfte entlarvt, die schließlich eine Volksversammlung anstelle der Patrizierräte einführten. Der Doge schien diese kleine Revolution, die in der Geschichte der oligarchischen Republik absolut einmalig war, bereitwillig zu akzeptieren und überließ Genua für den größten Teil seiner Amtszeit (Dezember 1746 bis Frühjahr 1748) einer Regierung auf demokratischer Grundlage. Es dauerte jedoch nicht lange bis sich die Volksführer gegenseitig bekämpften und klar wurde, dass nur die „i Magnifici“ (d. h. die Oligarchen der großen Patrizierfamilien) in der Lage waren zu regieren. Die Sondergesetze wurden bald wieder aufgehoben und die ursprünglichen Institutionen der Republik nahmen ihre normale Arbeit wieder auf.
Der Vertrag von Aachen stellte die Grenzen der Republik auf den statu quo ante bellum wieder her und die Markgrafschaft Finale wurde zurückgegeben. In den zwei Jahren seiner Amtszeit hat Doge Brignole Sale den Staat vor nicht weniger als einem europäischen Krieg, einer militärischen Invasion, einer Seeblockade und einer Volksrevolution bewahrt, was ihm damals viel Lob eingebracht hat.
Am Ende seiner zweijährigen Amtszeit wurde Giovanni Francesco Brignole Sale zum immerwährenden Prokurator (1748) und zum Oberaufseher der Festungen (1749) ernannt. Wenn er nicht an der Regierung des Staates beteiligt war, verwaltete er seine Ländereien in Groppoli und widersetzte sich damit dem Großherzog der Toskana, der ihn offiziell enteignet hatte. Als das toskanische Gesetz über die Abschaffung von Lehen (1749) eingeführt wurde, widersetzte sich Brignole Sale dessen Anwendung auf seine Markgrafschaft Groppoli mit der Begründung, diese sei ursprünglich ein kaiserliches Lehen gewesen. Im Jahr 1756 wurde dann ein langer Prozess begonnen, der von einer speziellen juristischen Kommission im Auftrag der Pratica Segreta von Florenz geführt wurde, bis entschieden wurde, dass die Lehen nicht kaiserlicher Natur waren und daher dem toskanischen Gesetz von 1749 unterworfen werden mussten.
Giovanni Francesco Brignole Sale war eine große Persönlichkeit und wohnte der Hochzeit seiner Nichte Maria Caterina Brignole Sale mit Fürst Honoré III. von Monaco im Jahr 1757 bei, was sicherlich den Höhepunkt seiner Familie markierte. Er starb am 14. Februar 1760 im Palazzo Ridolfo e Giovanni Francesco Brignole Sale (Palazzo Rosso), gleichermaßen bekannt für seine militärischen Taten wie für seine Wohltätigkeit gegenüber verschiedenen öffentlichen Einrichtungen, darunter das von seinen Vorfahren gegründete Rifugio delle fanciulle (Zufluchtsort der Mädchen).

## Iconografia

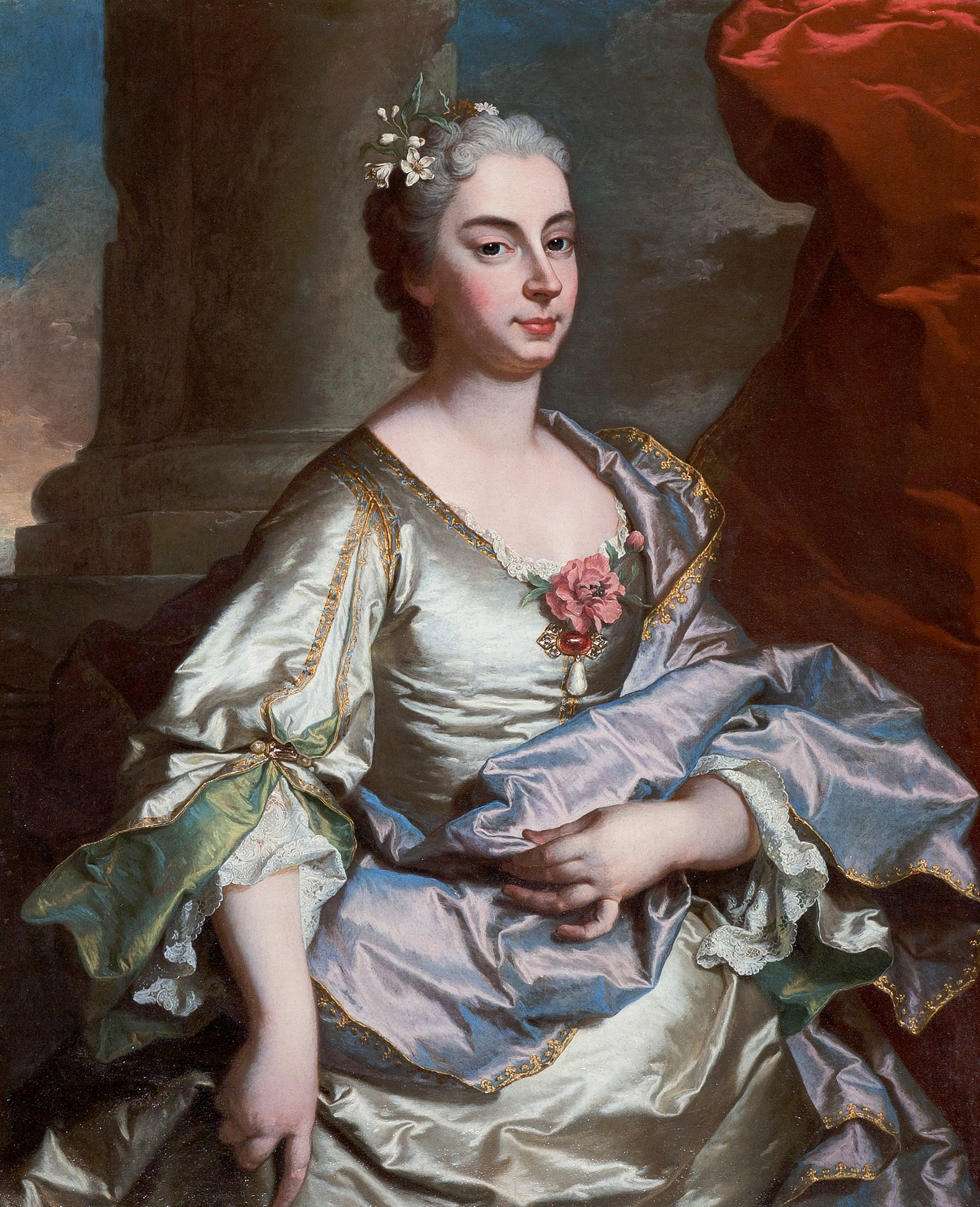
Battina Raggi Brignole Sale, Gemälde von Hyacinthe Rigaud

- Ein Porträt von ihm wurde 1739 von Hyacinthe Rigaud gemalt und befindet sich im Palazzo Rosso.[5][6] In den Archiven der Stadt Genua wird eine Quittung aufbewahrt, die eine Zahlung von 1.200 Lire an Rigaud für das Porträt des Dogen und seiner Frau belegt.[7]
- Giacomo Antonio Boni porträtierte ihn dann 1746 in einer großen Dogenrobe, in einem Gemälde, das das berühmte Porträt Ludwigs XIV. von Hyacinthe Rigaud aufgriff.